# Pellafol
Pellafol är en kommun i departementet Isère i regionen Auvergne-Rhône-Alpes i sydöstra Frankrike. Kommunen ligger i kantonen Corps som tillhör arrondissementet Grenoble. År 2022 hade Pellafol 134 invånare.

## Befolkningsutveckling
Antalet invånare i kommunen Pellafol
Referens:INSEE